# Paralyricen tefrias
Paralyricen tefrias är en insektsart som beskrevs av Ronald Gordon Fennah 1958. Paralyricen tefrias ingår i släktet Paralyricen och familjen Derbidae. Inga underarter finns listade i Catalogue of Life.